# リー・ヘンドリー
リー・ヘンドリー（Lee Hendrie 、1977年5月18日 - ）は、イングランド・バーミンガム出身の元プロサッカー選手。元サッカーイングランド代表。現役時代のポジションはMF。

## 経歴

### 代表
そのルーツからスコットランド代表を選ぶことも出来たが、ユース年代から一貫してイングランド代表に選出されている。
1998年11月のチェコ戦で初キャップ。なおA代表での出場記録はこの試合が最初で最後になった。

## 人物
父親はグラスゴー出身のプロサッカー選手で、バーミンガム・シティFC在籍時に長男として生まれた。弟と従兄弟もサッカー選手。
2012年1月、歳入税関庁に訴えられ、高等法院で破産宣告がなされた。この間、自殺未遂を2度起こしている。2013年4月、高等法院に出廷しなかったことから逮捕状が出された。

## 所属クラブ
ユース
- アストン・ヴィラFC 1993-1994

プロ
- アストン・ヴィラFC 1994-2007

→ストーク・シティFC 2006-2007 (loan)
- シェフィールド・ユナイテッドFC 2007-2009

→レスター・シティFC 2008 (loan)
→ブラックプールFC 2008 (loan)
- ダービー・カウンティFC 2009-2010

→ブライトン・アンド・ホーヴ・アルビオンFC 2010 (loan)
- ブラッドフォード・シティAFC 2010
- バンドゥンFC 2011-2008
- デイベントリーFC 2011
- キダーミンスター・ハリアーズFC 2011-2012
- チェースタウンFC 2012
- レディッチ・ユナイテッドFC 2012
- タムワースFC 2012-2013
- コービー・タウンFC 2013
- ハイゲート・ユナイテッドFC 2013
- バスフォード・ユナイテッドFC 2013-2014

## 代表歴
- イングランドU-21
  - UEFA U-21欧州選手権2000
- イングランド: 国際Aマッチ出場1試合

## タイトル
アストン・ヴィラ
- UEFAインタートトカップ: 2001